# Beringomyia politonigra
Beringomyia politonigra är en tvåvingeart som beskrevs av Evgenyi Nikolayevich Savchenko 1980. Beringomyia politonigra ingår i släktet Beringomyia och familjen småharkrankar. Inga underarter finns listade i Catalogue of Life.